# La Ferté-sur-Chiers
La Ferté-sur-Chiers ist eine französische Gemeinde mit 176 Einwohnern (Stand: 1. Januar 2022) im Département Ardennes in der Région Grand Est. Die Gemeinde gehört zum Arrondissement Sedan und zum Kanton Carignan.

## Geografie
La Ferté-sur-Chiers liegt etwa 34 Kilometer südöstlich vom Stadtzentrum Sedans in den Argonnen nahe der Grenze zu Belgien. Umgeben wird La Ferté-sur-Chiers von den Nachbargemeinden Villy im Norden, Margut im Osten und Nordosten, Bièvres im Südosten, Lamouilly im Süden, Olizy-sur-Chiers im Südwesten sowie Malandry im Westen.

## Bevölkerungsentwicklung
| 1962                      | 1968 | 1975 | 1982 | 1990 | 1999 | 2006 | 2011 | 2016 |
| ------------------------- | ---- | ---- | ---- | ---- | ---- | ---- | ---- | ---- |
| 313                       | 268  | 252  | 245  | 202  | 224  | 192  | 178  | 170  |
| Quelle: Cassini und INSEE |      |      |      |      |      |      |      |      |

## Sehenswürdigkeiten
- Kirche Saint Walfroy
- Kasematten von La Ferté, 1935 bis 1939 für die Maginot-Linie erbaut, seit 1980 Monument historique

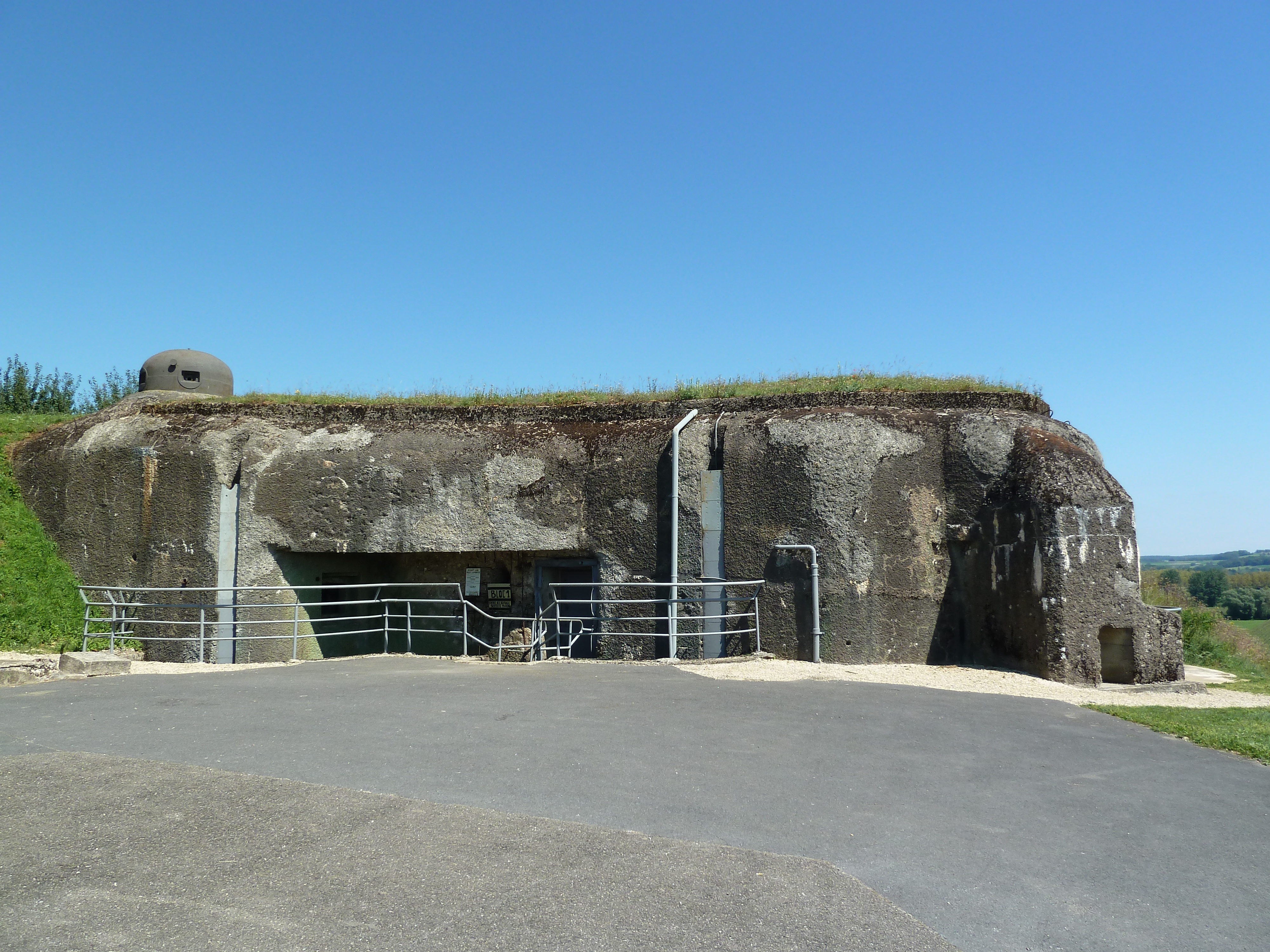
Kasematten von La Ferté